# Arquidiócesis de Rennes
La arquidiócesis de Rennes (en latín: Archidioecesis Rhedonensis y en francés: Archidiocèse de Rennes, Dol et Saint-Malo) es una circunscripción eclesiástica de la Iglesia católica en Francia. Se trata de una arquidiócesis latina, sede metropolitana de la provincia eclesiástica de Rennes. Desde el 26 de marzo de 2007 su arzobispo es Pierre d'Ornellas. Desde el 13 de febrero de 1880 los arzobispos de Rennes llevan los títulos de obispos de Dol (en latín: Dolensis) y de Saint-Malo (en latín: Macloviensis).

## Territorio y organización

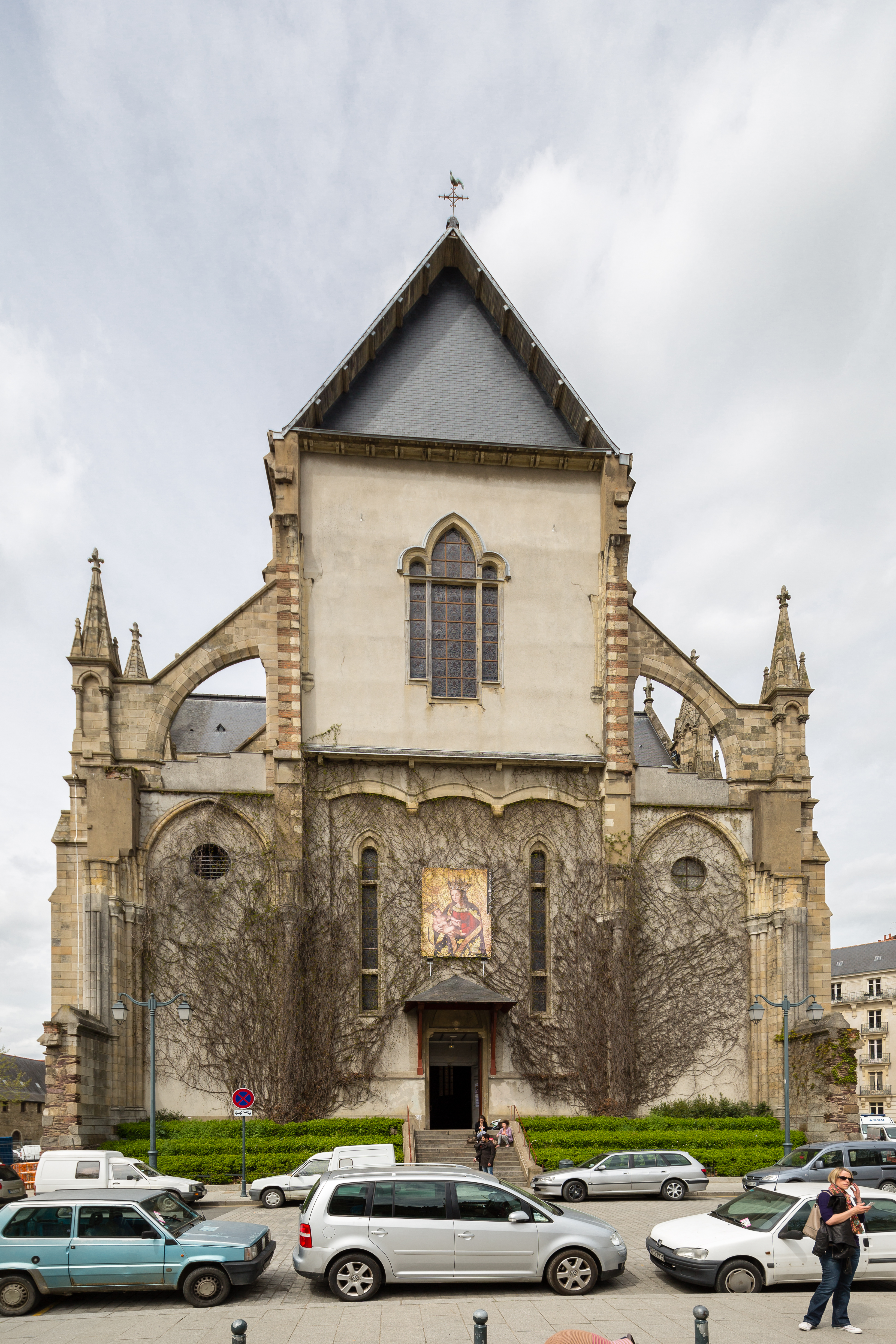
Basílica de San Aubin, Nuestra Señora de la Buena Nueva, en Rennes

La arquidiócesis tiene 6786 km² y extiende su jurisdicción sobre los fieles católicos de rito latino residentes en el departamento de Ille y Vilaine en la región de Bretaña.

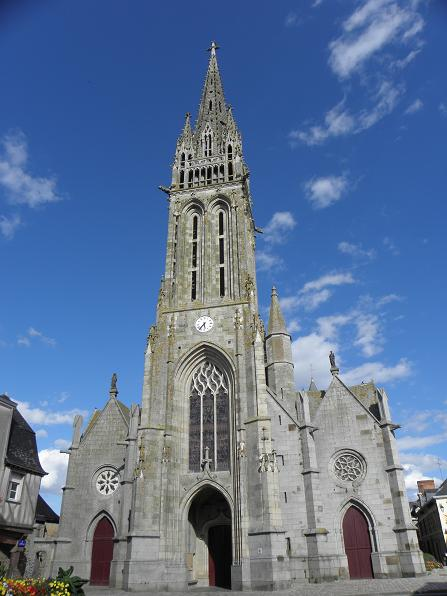
Basílica de Nuestra Señora de la Asunción, en La Guerche-de-Bretagne

La sede de la arquidiócesis se encuentra en la ciudad de Rennes, en donde se halla la Catedral de San Pedro y las basílicas de San Aubin, Nuestra Señora de la Buena Nueva y de Saint-Sauveur et Notre-Dame des Miracles et des Vertus. En La Guerche-de-Bretagne se halla la basílica de Nuestra Señora de la Asunción. En el territorio de la arquidiócesis se encuentran las excatedrales de San Sansón, en Dol-de-Bretagne (diócesis de Dol) y de San Vicente de Zaragoza, en Saint-Malo (diócesis de Saint-Malo).

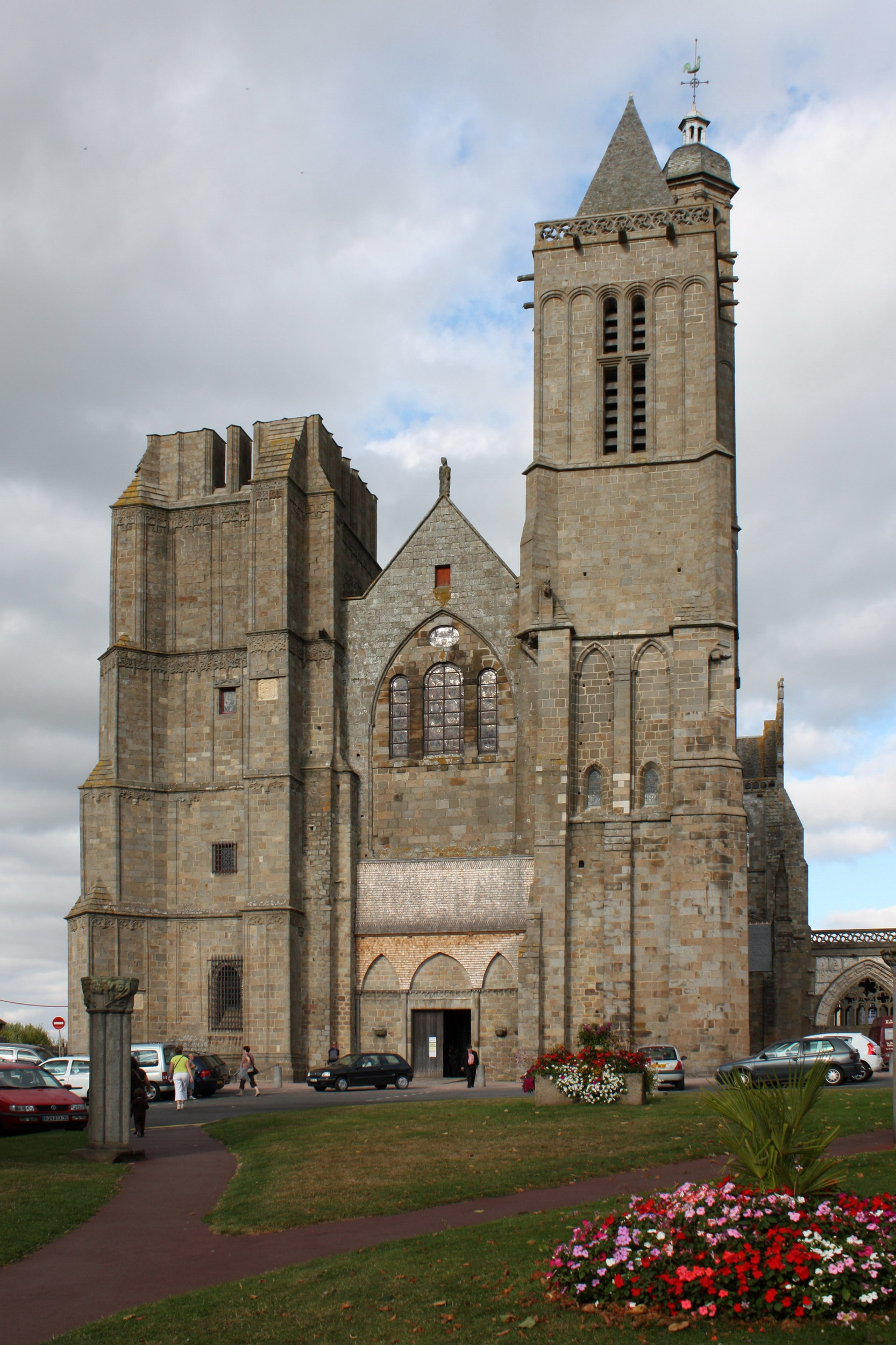
Excatedral de San Sansón, en Dol-de-Bretagne

La arquidiócesis tiene como sufragáneas a las diócesis de: Angers, Laval, Le Mans, Luçon, Nantes, Quimper, Saint-Brieuc y Vannes.

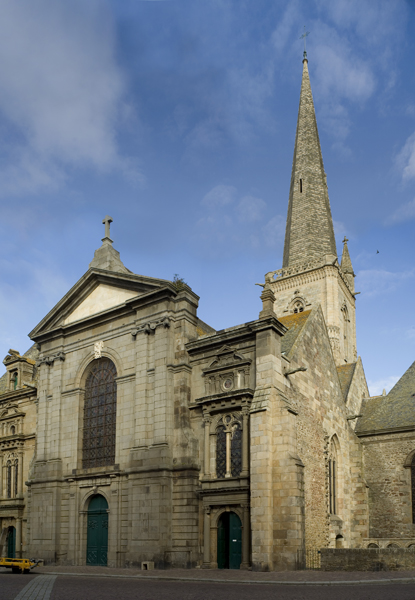
Excatedral de San Vicente de Zaragoza, en Saint-Malo

En 2022 en la arquidiócesis existían 74 parroquias agrupadas en 32 decanatos.

## Historia

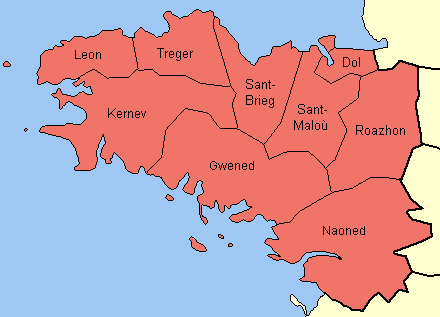
Diócesis históricas de Bretaña antes de la Revolución francesa: la de Rennes recibe el nombre bretón de Roazhon

Los orígenes de la evangelización de Bretaña y de la región de Rennes son oscuros. La tradición atribuye la difusión del evangelio y la fundación de una comunidad cristiana en la capital bretona a san Maximino, discípulo de Jesús y compañero de san Lázaro y de santa María Magdalena en Provenza.
La diócesis está históricamente atestiguada desde el siglo V. Uno de sus obispos participó en el Concilio de Angers en 453, mientras que Atenio asistió al Concilio de Tours en 461.
Condate, capital del pueblo céltico de los riedones, fue una civitas de la provincia romana de la Galia Lugdunense tercera, como atestigua la Notitia Galliarum a principios del siglo V. Tanto desde el punto de vista religioso como civil, Rennes dependía de la provincia eclesiástica de la arquidiócesis de Tours, sede metropolitana provincial.
Hacia el siglo IX la campaña ya estaba completamente cristianizada y la diócesis contaba con una amplia red de parroquias.
En el siglo XI fue fundada por Herluin de Bec la abadía de Notre-Dame de Bec, que se convirtió en uno de los centros culturales medievales más importantes. En su escuela se formaron Lanfranco de Canterbury, Anselmo de Canterbury, Teobaldo de Bec, quienes se convirtieron en arzobispos de Canterbury. Muchos obispos, además de futuro papa Alejandro II, se formaron en la escuela de Bec.
En el Medievo, los obispos de Rennes tenían los privilegios de coronar a los duques de Bretaña y de ser llevados a hombros por cuatro barones con motivo de su entrada en la diócesis.
El seminario mayor de la diócesis fue instituido en 1670 por el obispo Charles François de la Vieuville y confiado a la enseñanza de los padres Eudistas, que mantuvieron la dirección hasta la Revolución francesa. En 1708 Lavardin fundó el seminario menor.
En 1790 la diócesis estaba constituida por 224 parroquias y subdividida en 2 archidiaconados, de Rennes y del Désert, y 8 decanatos.
Tras el concordato, mediante la bula Qui Christi Domini del papa Pío VII del 29 de noviembre de 1801, la diócesis se amplió, incorporando la mayor parte de los territorios de las diócesis de Dol y de Saint-Malo, que fueron suprimidas, además algunas parroquias de las diócesis de Nantes y de Vannes. Al mismo tiempo, cedió tres parroquias a la diócesis de Nantes.
La antigua catedral gótica del siglo XII amenazaba con su ruina en el siglo XVIII y se decidió su reconstrucción, con excepción de la fachada, que ya había estado reconstruida y terminada en el siglo XVII. También a causa de la Revolución, los trabajos se prolongaron varias décadas, durante las cuales funcionó como procatedral la antigua iglesia de la abadía de Saint-Melaine. La nueva catedral fue consagrada el día de Pascua de 1844.
El 3 de enero de 1859 fue elevada al rango de arquidiócesis metropolitana mediante la bula Ubi primum del papa Pío IX. La provincia eclesiástica estaba compuesta por las diócesis de Vannes, de Quimper y de Saint-Brieuc.
El 13 de febrero de 1880 a los arzobispos de Rennes se les permitió añadir a sus títulos los de las sedes suprimidas de Dol y Saint-Malo.
El 12 de febrero de 1936, con la carta apostólica Paterna caritas, el papa Pío XI proclamó a san Melanio obispo patrono principal de la arquidiócesis.
Entre 1995 y 2002 la estructura administrativa de la arquidiócesis se reorganizó mediante la fusión de parroquias históricas en nuevas parroquias compuestas por varias comunidades locales.

## Estadísticas
Según el Anuario Pontificio 2023 la arquidiócesis tenía a fines de 2022 un total de 873 000 fieles bautizados.
| Año                                                                             | Población            | Población | Población      | Sacerdotes | Sacerdotes    | Sacerdotes    | Bautizados por sacerdote | Diáconos permanentes | Religiosos | Religiosos | Parroquias |
| Año                                                                             | Bautizados católicos | Total     | % de católicos | Total      | Clero secular | Clero regular | Bautizados por sacerdote | Diáconos permanentes | Varones    | Mujeres    | Parroquias |
| ------------------------------------------------------------------------------- | -------------------- | --------- | -------------- | ---------- | ------------- | ------------- | ------------------------ | -------------------- | ---------- | ---------- | ---------- |
| 1950                                                                            | 555 000              | 578 300   | 96.0           | 1310       | 1160          | 150           | 423                      |                      | 300        | 3600       | 390        |
| 1970                                                                            | 640 000              | 660 000   | 97.0           | 1091       | 981           | 110           | 586                      |                      | 359        | 3500       | 401        |
| 1980                                                                            | 677 600              | 711 000   | 95.3           | 872        | 790           | 82            | 777                      |                      | 291        | 2500       | 404        |
| 1990                                                                            | 700 000              | 749 764   | 93.4           | 648        | 563           | 85            | 1080                     | 8                    | 178        | 2261       | 402        |
| 1999                                                                            | 784 000              | 865 000   | 90.6           | 527        | 505           | 22            | 1487                     | 15                   | 120        | 1517       | 402        |
| 2000                                                                            | 785 000              | 867 533   | 90.5           | 581        | 506           | 75            | 1351                     | 17                   | 97         | 1549       | 402        |
| 2001                                                                            | 785 000              | 867 533   | 90.5           | 595        | 500           | 95            | 1319                     | 18                   | 95         | 1445       | 402        |
| 2002                                                                            | 785 000              | 881 000   | 89.1           | 500        | 468           | 32            | 1570                     | 20                   | 93         | 1405       | 402        |
| 2003                                                                            | 786 000              | 894 000   | 87.9           | 537        | 505           | 32            | 1463                     | 21                   | 123        | 1326       | 84         |
| 2004                                                                            | 794 264              | 903 400   | 87.9           | 524        | 496           | 28            | 1515                     | 26                   | 116        | 1305       | 84         |
| 2010                                                                            | 824 000              | 945 000   | 87.2           | 430        | 340           | 90            | 1916                     | 35                   | 140        | 1190       | 82         |
| 2014                                                                            | 840 000              | 1 024 246 | 82.0           | 331        | 298           | 33            | 2537                     | 39                   | 101        | 1005       | 79         |
| 2017                                                                            | 836 900              | 1 032 240 | 81.1           | 277        | 268           | 9             | 3021                     | 42                   | 84         | 730        | 77         |
| 2020                                                                            | 871 500              | 1 076 000 | 81.0           | 272        | 240           | 32            | 3204                     | 49                   | 84         | 693        | 77         |
| 2022                                                                            | 873 000              | 1 078 000 | 81.0           | 263        | 227           | 36            | 3319                     | 52                   | 88         | 693        | 74         |
| Fuente: Catholic-Hierarchy, que a su vez toma los datos del Anuario Pontificio. |                      |           |                |            |               |               |                          |                      |            |            |            |

## Episcopologio
- ? † (mencionado en 453)[nota 3]
- Atenio † (antes de 461-después de 465 circa)
- San Amando †[nota 4]
- San Melanio † (antes de 511-después de 515/520)
- Febediolo † (mencionado en 549)[nota 5]
- Vittorio † (mencionado en 567)
- Aimoaldo † (antes de 614-después de 616)
- Duriotoro † (mencionado en 650)[nota 6]
- Desiderio? † (mencionado en 687 circa)[nota 7]
- San Moderano † (al tiempo del rey Chilperico II, renunció)
  - Agateo † (usurpador)
  - Amitto † (usurpador)[nota 8]
- Wernario † (antes de 843-después de 859)[nota 9]
- Electramno † (antes del 12 de agosto de 866[nota 10]-después de 871)
- Nordoardo † (mencionado en 954 circa)
- Teobaldo † (mencionado en 990)
- Gautier † (antes de 1014-después de 1032)
- Guérin † (mencionado en 1037)[nota 11]
- Triscan †
- Mainon † (antes de 1049-20 de agosto de 1076 falleció)
- Sylvestre de la Guerche † (1076-18 de enero de 1096[nota 12] falleció)
- Marbode, O.S.B. † (1096-11 de septiembre de 1123 falleció)
- Rouaud † (1123-21 de noviembre de 1126 falleció)
- Hamelin † (15 de mayo de 1127-2 de febrero de 1141 falleció)
- Alain I † (1141-1 de mayo de 1156[nota 13] falleció)
- Etienne de la Rochefoucaud † (1156[nota 14]-4 de septiembre de 1166 falleció)
- Robert I † (1166-9 de diciembre de 1167 falleció)
- Etienne de Fougères † (1168-23 de diciembre de 1178 falleció)
- Philippe, O.Cist. † (1179-8 de abril de 1181 falleció)
- Jacques I † (mencionado en 1182 o 1183)[nota 15]
- Herbert † (circa 1184-10 de diciembre de 1198 falleció)
- Pierre de Dinan † (antes de agosto de 1199-24 de enero de 1210 falleció)
- Pierre de Fougères † (antes de julio de 1210-10 de julio de 1222 falleció)
- Josselin de Montauban † (antes de mayo de 1223-31 de octubre de 1235 falleció)
- Alain II † (antes de 1237-antes de junio de 1239 falleció)
- Jean Gicquel † (1239-15 de enero de 1258 falleció)
- Gilles I † (antes de octubre de 1258-26 de septiembre de 1259 falleció)
- Maurice de Trésiguidy (o de Trelidi) † (1260-18 de septiembre de 1282 falleció)
- Guillaume de la Roche-Tanguy † (1282-20 de septiembre de 1297 falleció)
- Jean de Samois, O.F.M. † (28 de marzo de 1298-3 de febrero de 1299 nombrado obispo de Lisieux)
- Gilles II † (11 de febrero de 1299-?)[nota 16]
- Yves I † (mencionado en 1304)
- Gilles III † (antes de marzo de 1306-27 de septiembre de 1306 falleció)
- Guillaume † (mencionado en 1310)
- Alain de Châteaugiron I † (circa 1311-12 de abril de 1327 falleció)
- Alain de Châteaugiron II † (junio de 1327-21 de noviembre de 1328 falleció)
- Guillaume Ouvrouin † (18 de mayo de 1329-1345 falleció)
- Yves de Rosmadec † (1345-14 de octubre de 1347 falleció)
- Arcand o Artaud, O.S.B. † (24 de octubre de 1347-1354 falleció)[nota 17]
- Pierre de Laval † (15 de abril de 1354-11 de enero de 1357 falleció)
- Guillaume Poulart (o Gibon) † (5 de junio de 1357-14 de enero de 1359 nombrado obispo de Saint-Malo)
- Pierre Benoît (o de Guémené) † (14 de enero de 1359-1362 o 1363 falleció)
- Raoul de Tréal † (16 de enero de 1363[nota 18]-13 de febrero de 1383 falleció)
- Guillaume Briz o de Brie † (27 de abril de 1384-27 de agosto de 1386 nombrado obispo de Dol)
- Antoine de Lovier † (27 de agosto de 1386-19 de octubre de 1389 nombrado obispo de Maguelonne)
- Anselme de Chantemerle † (8 de noviembre de 1389-1 de septiembre de 1427 falleció)
- Guillaume Brillet † (26 de septiembre de 1427-26 de mayo de 1447 renunció[nota 19])
- Robert de la Rivière † (26 de mayo de 1447-18 de marzo de 1450 falleció)
- Jacques d'Espinay-Durestal † (25 de abril de 1450-enero de 1482 falleció)
- Michel Guibé † (29 de marzo de 1482-febrero de 1502 falleció)
- Robert Guibé † (24 de marzo de 1502-29 de enero de 1507 nombrado obispo de Nantes)
- Yves Mahyeuc o Mayeu, O.P. † (29 de enero de 1507-20 de septiembre de 1541 falleció)
- Claude Dodieu † (20 de septiembre de 1541 por sucesión-4 de abril de 1558 falleció)
- Bernardin de Bochetel (Bouchelet) † (15 de enero de 1561-1565 renunció)
- Bertrand de Marillac, O.F.M. † (26 de octubre de 1565-29 de mayo de 1573 falleció)
- Aymar Hennequin † (3 de julio de 1573-13 de enero de 1596 falleció)
- Arnaud d'Ossat † (9 de septiembre de 1596-26 de junio de 1600 nombrado obispo de Bayeux)
- François L'Archiver † (17 de junio de 1602-22 de febrero de 1619 falleció)
- Pierre Cornulier † (29 de julio de 1619-21 de julio de 1639 falleció)
- Henri de La Mothe-Houdancourt † (7 de diciembre de 1640-1660 renunció)
- Charles François de la Vieuville † (16 de febrero de 1660-29 de enero de 1676 falleció)
- François de Bouthilier-Chavigny † (22 de junio de 1676-1676 renunció)
- Jean-Baptiste de Beaumanoir de Lavardin † (8 de noviembre de 1676-23 de mayo de 1711 falleció)
- Christophe-Louis Turpin de Crissé de Sanzay † (1 de junio de 1712-27 de septiembre de 1724 nombrado obispo de Nantes)
- Charles-Louis-Auguste Le Tonnelier de Breteuil † (11 de junio de 1725-24 de abril de 1732 falleció)
- Louis-Guy de Guérapin de Vauréal † (21 de julio de 1732-3 de marzo de 1759 renunció)
- Jean-Antoine de Toucheboeuf de Beaumont des Junies † (9 de abril de 1759-30 de mayo de 1761 renunció)
- Henri-Louis-René Des Nos † (13 de julio de 1761-25 de enero de 1770 renunció)
- François Bareau de Girac † (12 de marzo de 1770-1801 renunció)
- Jean-Baptiste-Marie de Maillé de la Tour-Landry † (24 de abril de 1802-25 de noviembre de 1804 falleció)
- Etienne-Célestin Enoch † (22 de marzo de 1805-12 de noviembre de 1819 renunció)
- Charles Mannay † (21 de febrero de 1820-5 de diciembre de 1824 falleció)
- Claude-Louis de Lesquen † (21 de marzo de 1825-21 de enero de 1841 renunció)
- Godefroy Brossais-Saint-Marc † (12 de julio de 1841-26 de febrero de 1878 falleció)
- Charles-Philippe Place † (15 de julio de 1878-5 de marzo de 1893 falleció)
- Jean-Natalis-François Gonindard † (5 de marzo de 1893 por sucesión-17 de mayo de 1893 falleció)
- Guillaume-Marie-Joseph Labouré † (15 de junio de 1893-21 de abril de 1906 falleció)
- Auguste-René-Marie Dubourg † (6 de agosto de 1906-22 de septiembre de 1921 falleció)
- Alexis-Armand Charost † (22 de septiembre de 1921 por sucesión-7 de noviembre de 1930 falleció)
- René-Pierre Mignen † (21 de julio de 1931-1 de noviembre de 1939 falleció)
- Clément-Emile Roques † (11 de mayo de 1940-4 de septiembre de 1964 falleció)
- Paul Joseph Marie Gouyon † (4 de septiembre de 1964 por sucesión-15 de octubre de 1985 retirado)
- Jacques André Marie Jullien † (15 de octubre de 1985 por sucesión-1 de septiembre de 1998 renunció)
- François de Sales Marie Adrien Saint-Macary † (1 de septiembre de 1998 por sucesión-26 de marzo de 2007 falleció)
- Pierre d'Ornellas, por sucesión el 26 de marzo de 2007